# Statue-menhir du Trou de l'Avenc
La statue-menhir du Trou de l'Avenc est une statue-menhir appartenant au groupe rouergat découverte à Lacaune, dans le département du Tarn en France.

## Description
Elle a été découverte en 1817, couchée au sol, à proximité de la Pierre Levée et aux abords du Trou de l'Avent (Avenc). Elle mesurait 3,75 m de hauteur sur 1,70 m de largeur. Elle fut brisée en deux parties pour être réutilisée au moulin de Laucate. À partir de là, les versions divergent. Dans une première version, une partie fut réutilisée comme meule au moulin et l'autre partie fut réutilisée dans un mur du bassin de retenue du moulin,. Dans une seconde version, la seconde partie de la statue aurait été transportée à Lacaune et redressée depuis près de la fontaine des Pisseurs, place des Griffouls à Lacaune.